# Bunaeopsis oubie
Bunaeopsis oubie is een vlinder uit de familie nachtpauwogen (Saturniidae), onderfamilie Saturniinae.
De wetenschappelijke naam van de soort is voor het eerst geldig gepubliceerd door Guérin-Méneville in 1849.